# Протести в Бразилії (2015—2016)
Антиурядові протести в Бразилії в 2015 році (порт. Protestos antigovernamentais no Brasil em 2015) — народні демонстрації, які мали місце в ряді регіонів Бразилії на знак протесту проти уряду Ділми Руссефф і корупції. Акція зібрала мільйони людей 15 березня, 12 квітня, 16 серпня і 13 грудня 2015 року.

## Історія
Серія акцій протесту почалися в 2015 році у Бразилії проти корупції та за звинуваченням уряду президента Ділми Руссефф. Протести були викликані одкровеннями, що багатьох політиків, в основному з Робітничої партії Бразилії, перебували під слідством за хабарі від державної енергетичної компанії Petrobras, в якій з 2003 по 2010 рік Руссефф була у раді директорів. Перші протести почалися 15 березня, протестуючих в цілому налічувалося близько мільйона, у той час як поліція заявила про 2 400 000 осіб, а організатори — 3 000 000,осіб, що вийшли на вулиці в знак протесту проти скандалу, а також через погану економічну ситуацію в країні. У відповідь уряд запровадив антикорупційне законодавство.
Другий день великого протесту відбувся 12 квітня, на якому з оцінками поліції перебувало 696 000 демонстрантів, а за даними організаторів — 1 500 000.
16 серпня знову відбулися акції протестів у всіх 26 штатах Бразиліїв понад 200 містах.